# Tablinum
Tablinum – ważne pomieszczenie w domu rzymskim, w bezpośrednim sąsiedztwie atrium i perystylu. 
Miało charakter pomieszczenia recepcyjnego położonego na osi głównego wejścia, z wyjściem na atrium. Prześwitem w murze łączyło się z ogrodem bądź z perystylem. Służyło jako gabinet pana domu, gdzie pracował on i przyjmował klientów. Ponadto mieściło się tam domowe archiwum dokumentów rodzinnych i przechowywano woskowe podobizny (maski) przodków. 